# François Lavoie
Pour les articles homonymes, voir Lavoie.
François T. Lavoie (1874-1947) est un homme politique canadien.

## Biographie
François T. Lavoie est né le 22 mai 1874 à Rogersville, au Nouveau-Brunswick. Son père est Théophilus Lavoie et sa mère est Sophie Marquis. Il épouse Marie Wedge le 7 août 1894 et le couple a sept enfants.
Il est député de Northumberland à l'Assemblée législative du Nouveau-Brunswick de 1925 à 1930 en tant que conservateur.